# Estació de Montcada i Reixac
Montcada i Reixac és una estació de ferrocarril propietat d'adif situada a la població de Montcada i Reixac, a la comarca del Vallès Occidental. L'estació es troba a la línia Barcelona-Girona-Portbou i hi tenen parada trens de Rodalies de Catalunya de les línies R2 i R2 Nord dels serveis de rodalia de Barcelona, operats per Renfe Operadora.
Aquesta estació de la línia de Granollers o Girona va entrar en servei l'any 1854 quan va entrar en servei el tram construït per la Camins de Ferro de Barcelona a Granollers entre Barcelona (antiga estació de Granollers, substituïda per l'Estació de França) i Granollers Centre.
L'any 2023 va registrar l'entrada de 1.028.000 passatgers.

## Serveis ferroviaris
| Rodalia de Barcelona         |                    |       |             |                                                |
| Procedència/Destinació       | <                  | Línia | >           | Procedència/Destinació                         |
| Castelldefels Aeroport Sants | Sant Andreu Comtal |       | La Llagosta | Granollers Centre Sant Celoni Maçanet-Massanes |